# Axa (tecknad serie)
AXA, tecknad serie skapad 1978 av den spanska Modesty Blaise-tecknaren Enric Badía Romero. Serien publicerades först i dagspressformat (korta strippar i följetong) i den engelska tidningen the Sun
För manus stod den brittiske skribenten Donne Avenell som är mest känd i Sverige för sina många Fantomen-äventyr. Tillsammans skapade de serien om AXA, den ständigt lättklädda, något våpiga hjältinnan i en post-apokalyptisk framtid.
I Sverige har AXA framförallt publicerats i actiontidningen Magnum utgiven på Atlantic förlag. Efter åtta år lades serien ner, men ett visst sug för lättklädda kvinnor i science fiction-miljö fanns trots allt ändå i Sverige, för under 1990-talet gjorde Atlantic ett försök att åter ge liv till serien genom att ge ut nyproducerat AXA-material i Magnum med teckningar av Romero. Denna gång och stod svenske Pidde Andersson för manus. Försöket blev inte långvarigt och AXA lades ytterligare en gång på is. Romero har medgivit planer på ytterligare en uppföljare (Axa 2000) men om eller när den blir färdig är oklart. 

## Filmatisering
Fler svenskar har intresserat sig för AXA. Mångsysslaren Jesper Pingo Lindström äger de internationella rättigheterna till AXA. Han har även skrivit filmmanus tillsammans med William C. Brown. Produktionsbolag för AXA The Movie är Unizarre Film International Film & Television Productions.

## Spel
Ett mobilspel baserat på AXA släpptes på Nokia OVI Store i januari 2011. Spelet finns tillgängligt för Nokiatelefoner, men spelet är skrivet i Java och kan därför i framtiden komma att släppas även till andra plattformar.